# 辛迪亞高·維真尼
辛迪亞高·維真尼（西班牙語：Santiago Vergini，1988年8月3日—），阿根廷職業足球員，司職中堅，現時效力阿甲的小保加。

## 球會生涯

### 早期
維真尼在沙士菲展開其足球生涯，但未曾加入過一隊。2009年，他在巴拉圭球會奧林比亞會首次踢職業賽，在全季他共上陣14次並入一球，2010年共上陣四次。2011年外借加盟意大利球會維羅納，上陣16場並射入一球。2011年他返回阿根廷，簽約紐維爾舊生，他在這裡穩站常規位置，共上陣78場並入兩球，其後在2013年加盟學生隊，僅上陣13場並入一球。

### 新特蘭
2014年1月20日，維真尼外借加盟英超球會新特蘭，效力至2013/14球季季尾。
2月8日他首度亮相英超，對侯城一戰中因中堅韋斯·布朗領紅牌而在上半場便入替波連尼。由於布朗停賽，維真尼在2月22日作客阿仙奴首次擔任正選，但卻因犯錯而以1:4落敗。3月2日，維真尼在聯賽盃決賽獲選入球隊的大軍名單，但未獲安排上陣，最終球隊以1:3不敵曼城，屈居亞軍。經過數場賽事後，領隊普耶將他移往右邊，以暫時緩解球隊的傷患問題。他其後表現漸趨穩定，並助球隊護級成功，更最終在第14名完成球季。
2014年8月7日，他再與新特蘭簽訂借用合約，為期一年。由於球員的共同擁有權問題，他未能正式轉會。
2014年10月18日，在球隊以0:8慘敗予修咸頓一戰，維真尼在12分鐘擺下一個被BBC形容為「英超史上最詭異的烏龍球」，在禁區頂試圖解圍時以窩利收死己方門將，為球隊的慘敗揭開序幕。領隊普耶直指：「即使你翻看該球20次，也不知道發生什麼事。」

## 國家隊生涯
2012年9月20日，維真尼在南美超级德比盃首次代表阿根廷國家隊，對戰巴西。這項賽事只准本土聯賽球員參加，他在該仗在73分鐘後備替，不過這場比賽球隊以1:2落敗。2014年10月14日，他獲國家隊重召，在作客7:0大勝香港隊的友賽中踢足全場。

## 榮譽

### 球會
紐維爾舊生
- 阿甲冠軍：2012/13球季 秋季聯賽
- 阿甲亞軍：2012/13球季 春季聯賽

新特蘭
- 英聯盃亞軍：2013/14球季

## 外部連結
- 足球数据库：Santiago Vergini的球员统计数据
- BDFA球員資料 （页面存档备份，存于）
- Ceroacero球員資料
- 國家隊資料 （页面存档备份，存于）